# Diphyes chamissonis
Diphyes chamissonis is een hydroïdpoliep uit de familie Diphyidae. De poliep komt uit het geslacht Diphyes. Diphyes chamissonis werd in 1859 voor het eerst wetenschappelijk beschreven door Huxley. 